# 考慮
| ウィキペディアには「考慮」という見出しの百科事典記事はありません（タイトルに「考慮」を含むページの一覧/「考慮」で始まるページの一覧）。 代わりにウィクショナリーのページ「考慮」が役に立つかもしれません。 |